# Lloyd Dines
Lloyd Lyne Dines (Shelbyville, Missouri, 29 de março de 1885 – Quincy, Illinois, 17 de janeiro de 1964) foi um matemático estadunidense-canadense, conhecido por seu trabalho pioneiro sobre desigualdades lineares.
Foi palestrante convidado do Congresso Internacional de Matemáticos em Zurique (1932).

## Publicações selecionadas
- «Concerning two recent theorems on implicit functions». Bull. Amer. Math. Soc. 19: 462–467. 1913. MR 1559394. doi:10.1090/s0002-9904-1913-02397-8
- «Complete existential theory of Sheffer's postulates for Boolean algebras». Bull. Amer. Math. Soc. 21: 183–188. 1915. MR 1559609. doi:10.1090/s0002-9904-1915-02595-4
- «Projective transformations in function space». Trans. Amer. Math. Soc. 20: 45–65. 1919. MR 1501115. doi:10.1090/s0002-9947-1919-1501115-2
- «Concerning a suggested and discarded generalization of the Weierstrass factorization theorem». Bull. Amer. Math. Soc. 30: 233–236. 1924. MR 1560882. doi:10.1090/s0002-9904-1924-03889-0
- «A theorem on the factorization of polynomials of a certain type». Trans. Amer. Math. Soc. 26: 17–24. 1924. MR 1501262. doi:10.1090/s0002-9947-1924-1501262-7
- «Linear inequalities in general analysis». Bull. Amer. Math. Soc. 33: 695–700. 1927. MR 1561451. doi:10.1090/s0002-9904-1927-04461-5
- «On sets of functions of a general variable». Trans. Amer. Math. Soc. 29: 463–470. 1927. MR 1501398. doi:10.1090/s0002-9947-1927-1501398-3
- «A theorem on orthogonal sequences». Trans. Amer. Math. Soc. 30: 439–446. 1928. MR 1501437. doi:10.1090/s0002-9947-1928-1501437-0
- «A theorem on orthogonal functions with an application to integral inequalities». Trans. Amer. Math. Soc. 30: 425–438. 1928. MR 1501436. doi:10.1090/s0002-9947-1928-1501436-9
- «Linear inequalites and some related properties of functions». Bull. Amer. Math. Soc. 36: 393–405. 1930. MR 1561956. doi:10.1090/s0002-9904-1930-04956-3
- «Convex extension and linear inequalities». Bull. Amer. Math. Soc. 42: 353–365. 1936. MR 1563300. doi:10.1090/s0002-9904-1936-06299-3
- with David Moskovitz: «On the supporting-plane property of a convex body». Bull. Amer. Math. Soc. 46: 482–489. 1940. MR 0002008. doi:10.1090/s0002-9904-1940-07242-8
- «On the mapping of quadratic forms». Bull. Amer. Math. Soc. 47: 494–498. 1941. MR 0004216. doi:10.1090/s0002-9904-1941-07494-x
- «On the mapping of n quadratic forms». Bull. Amer. Math. Soc. 48: 467–471. 1942. MR 0006141. doi:10.1090/s0002-9904-1942-07707-x
- «On linear combinations of quadratic forms». Bull. Amer. Math. Soc. 49: 388–393. 1943. MR 0008068. doi:10.1090/s0002-9904-1943-07925-6
- Dines, LL (novembro de 1947). «On a theorem of von Neumann». Proc Natl Acad Sci U S A. 33 (11): 329–31. PMC 1079066. PMID 16588759. doi:10.1073/pnas.33.11.329